# Jätteslide
Jätteslide (Fallopia sachalinensis) är en växtart i familjen slideväxter. Denna storväxta, fleråriga ört kan bli över tre meter hög och liknar en mycket stor och kraftig parkslide.

## Beskrivning
Jätteslide är en mycket storväxt, flerårig ört som har underjordiska utlöpare och bildar stora bestånd. Den blir lätt ett besvärligt ogräs. Den trivs på något fuktig (ruderat)mark, stränder och vägkanter.

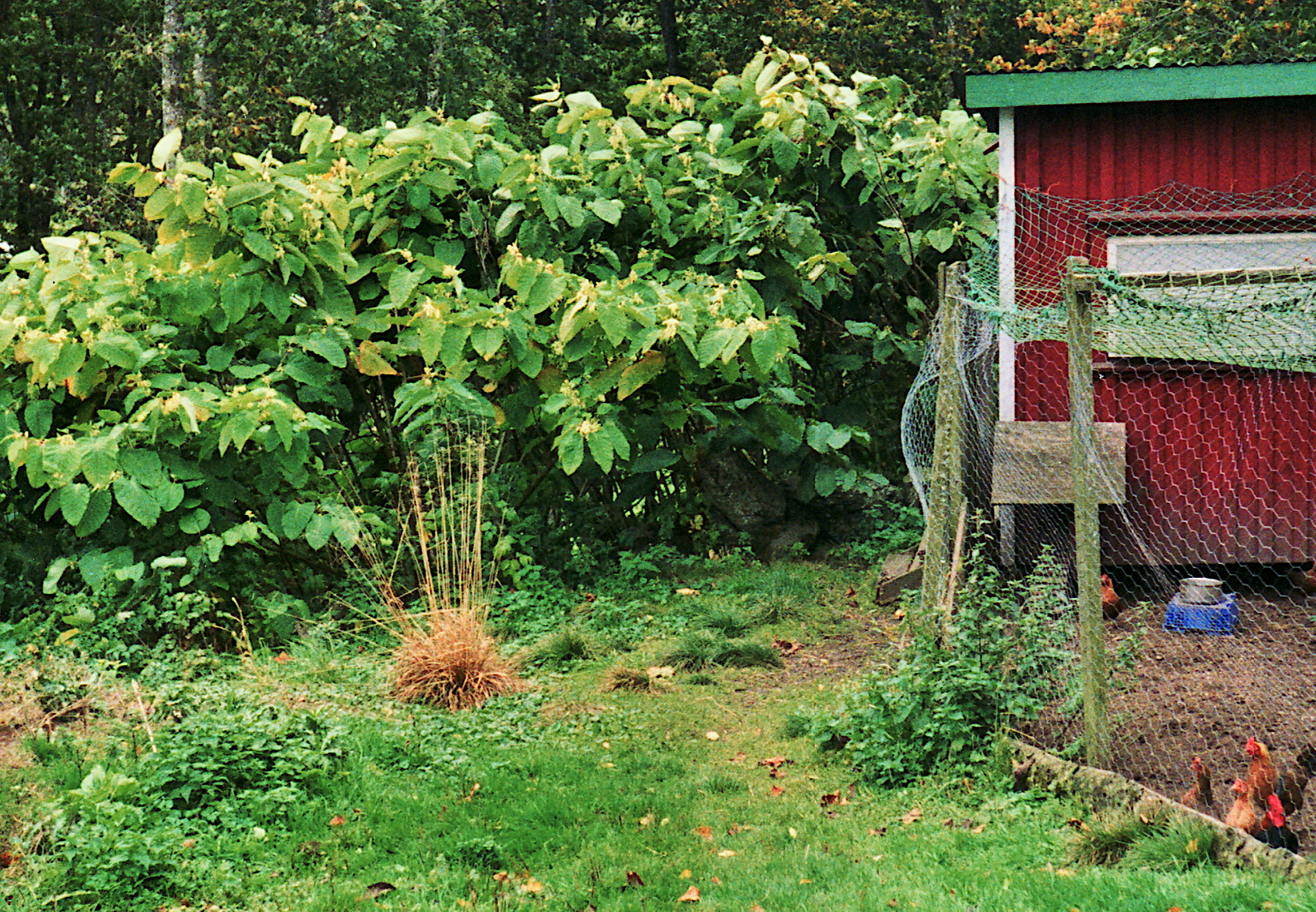
Halvt förvildat bestånd av jätteslide, bredvid hönshus i västra Lindome (september 2003).

Den grova stjälken är ihålig och nästan bambulik, upprätt och kan bli mer än tre meter hög. Bladen är två till tre decimeter långa. Bladskivan är spetsigt äggrund men saknar utdragen spets, och bladbasen är urnupen. Jätteslide blommar i september-oktober, med grön- eller gulaktiga blommor som sitter i greniga klasar i bladvecken. Frukten är en liten nöt, men mest sprider sig växten vegetativt genom sina många underjordiska utlöpare.
Jätteslide liknar en mycket stor och kraftig parkslide (F. japonica). Den senare har dock vita eller rödaktiga blommor och mindre blad med tvär eller kilformad bladbas.

## Förekomst
Jätteslide finns naturligt på ön Sachalin och i delar av Japan, där unga skott används som människoföda. I Sverige odlas den som prydnadsväxt och förekommer ganska sällsynt naturaliserad på kulturmark i de södra delarna av landet. Den kan där bilda stora, nästan ogenomträngliga bestånd. Första fynduppgift som förvildad i Sverige är från Halmstad i Halland och publicerades 1926 (Hylander 1971).

## Etymologi
Artepitetet sachalinensis betyder "från Sachalin".

## Synonymer
Fallopia sachalinensis var. intermedia (Tatew.) K.Yonekura & Hiroyoshi Ohashi
Pleuropterus sachalinensis  (F.Schmidt) Moldenke
Polygonum sachalinense F.Schmidt ex Maximowicz
Polygonum sachalinense var. intermedium Tatew.
Reynoutria brachyphylla  (Honda) Nakai
Reynoutria sachalinensis (Schmidt ex Maximowicz) Nakai
Reynoutria sachalinensis var. brachyphylla Honda
Reynoutria vivax J.Schmitz & Strank
Tiniaria sachalinensis (F.Schmidt) Hedberg ex Janchen